# Velletri (Wein)
Velletri ist ein italienischer Weiß- und Rotwein aus der Metropolitanstadt Rom in der Region Latium mit kontrollierter Herkunftsbezeichnung (Denominazione di origine controllata – DOC). Die Denomination existiert seit 1972 und wurde zuletzt 2014 aktualisiert. Plinius der Ältere berichtete bereits über den Weinbau in dieser Region.

## Anbau
Die Stadt Velletri gibt dem Wein seinen Namen. Neben Velletri darf der Wein in der Gemeinde Lariano sowie in Teilen von Cisterna di Latina angebaut werden.

## Erzeugung
Es bestehen folgende Rebsorten-Vorschriften:

### Velletri Bianco
- Höchstens 70 % Malvasia Bianca di Candia sowie Malvasia del Lazio (hier auch Malvasia Puntinata genannt)
- Mindestens 30 % Trebbiano (toscano, verde und Trebbiano Giallo)
- Höchstens 20 % andere weiße Rebsorten, die für den Anbau in der Region Latium zugelassen sind, dürfen zugesetzt werden.

Der Wein wird in den Geschmacksrichtungen secco (trocken) mit einem Restzuckergehalt von max. 4 g/l, amabile (lieblich) mit einem Restzuckergehalt von 4,01 bis 20 g/l sowie dolce (süß) ab 20 g/l ausgebaut. Außerdem werden in geringem Maße Schaumwein Spumante angeboten.

### Velletri Rosso
- 10–45 % Sangiovese
- 30–50 % Montepulciano
- Mindestens 10 % Cesanese Comune und/oder Cesanese di Affile
- Höchstens 30 % andere rote Rebsorten, die für den Anbau in der Region Latium zugelassen sind, dürfen zugesetzt werden.

Der Wein wird in den Geschmacksrichtungen secco (trocken) mit einer Restsüße von maximal 4 g/l sowie amabile (lieblich) mit einer Restsüße von maximal 20 gr/l angeboten.